# Petar Gorša
Petar Gorša (ur. 11 stycznia 1988 r. w Bjelovarze) – chorwacki strzelec specjalizujący się w strzelaniu z karabinu, dwukrotny wicemistrz świata, wielokrotny medalista mistrzostw Europy, uczestnik trzech igrzysk olimpijskich.

## Igrzyska olimpijskie
Na igrzyskach olimpijskich zadebiutował w 2008 roku w Pekinie, występując w trzech konkurencjach. W karabinie pneumatycznym zajął 37. miejsce, w karabinie w trzech pozycjach – 44., zaś w karabinie w pozycji leżącej – 49.
Cztery lata później w Londynie wziął udział w jednej konkurencji. W rywalizacji karabinu pneumatycznego był 43.
W 2016 roku podczas igrzysk olimpijskich w Rio de Janeiro awansował do finału w karabinie pneumatycznym, zajmując w nim siódme miejsce. Ponadto w karabinie w trzech pozycjach był 9., a w pozycji leżącej – 20.
| Igrzyska | Miejscowość    | Konkurencja                           | Kwalifikacje | Kwalifikacje | Finał                  | Finał                  |
| Igrzyska | Miejscowość    | Konkurencja                           | Wynik        | Pozycja      | Wynik                  | Pozycja                |
| -------- | -------------- | ------------------------------------- | ------------ | ------------ | ---------------------- | ---------------------- |
| IO 2008  | Pekin          | Karabin pneumatyczny, 10 m            | 588          | 37.          | Nie zakwalifikował się | Nie zakwalifikował się |
| IO 2008  | Pekin          | Karabin dowolny, trzy pozycje, 50 m   | 1148         | 44.          | Nie zakwalifikował się | Nie zakwalifikował się |
| IO 2008  | Pekin          | Karabin dowolny, pozycja leżąca, 50 m | 583          | 49.          | Nie zakwalifikował się | Nie zakwalifikował się |
| IO 2012  | Londyn         | Karabin pneumatyczny, 10 m            | 586          | 43.          | Nie zakwalifikował się | Nie zakwalifikował się |
| IO 2016  | Rio de Janeiro | Karabin pneumatyczny, 10 m            | 628,0        | 3. Q         | 101,0                  | 7.                     |
| IO 2016  | Rio de Janeiro | Karabin dowolny, trzy pozycje, 50 m   | 1174         | 9.           | Nie zakwalifikował się | Nie zakwalifikował się |
| IO 2016  | Rio de Janeiro | Karabin dowolny, pozycja leżąca, 50 m | 621,9        | 21.          | Nie zakwalifikował się | Nie zakwalifikował się |